# Shamaji
Shamaji (en azerí: Şamaxı) es una localidad de Azerbaiyán, capital del raión homónimo.
Se encuentra a una altitud de 709 m sobre el nivel del mar.

## Demografía
Según estimaciones en 2010 contaba con 31 704 habitantes.